# عایق حرارتی شاتل فضایی
با حرکت شاتل فضایی در سرعت‌های بالا در جو پوسته متحمل شدیدترین شارهای حرارتی می‌شود که باعث گرم شدن ایروترمودینامیکی همهٔ سطوح بیرونی با دمایی نزدیک به دمای سطح خورشید می‌شود بنابراین برای جلوگیری از آسیب دیدن سازه و حفظ سوخت برودتی، هیدروژن مایع و اکسیژن مایع به یک سازوکار حفاظت حرارتی نیاز دایم.
این 'حفاظت حرارتی' (TPS)(به انگلیسی: Space Shuttle thermal protection system) محفظه‌ای است که از شاتل فضایی در برابر دماهای بالا حدود ۱۶۵۰ درجه سانتیگراد هنگام ورود به اتمسفر و ادامه مسیر محافظت می‌کند و از سرد و گرم شدن ناگهانی هنگام چرخیدن در مدار مربوطه جلوگیری می‌کند.
در ابتدا دانشمندان روی مواد سیلیس سخت و فیبر آلومینا تحقیق می‌کردند ولی دما جو بیش از تحمل این مواد بود.
ضمن ورود شاتل فضایی به جو دمای سطح آن حدوداً به ۱۲۶۰ درجه سانتیگراد می‌رسد که از دمای ذوب آلومینیوم و آهن بیشتر است و باید از تکنولوژی‌هایی استفاده کرد که در برابر دما و فشارهای بالا مستحکم، قابل استفاده مجدد، سبک و کم هزینه باشد. امروزه از 'کاشی‌های سرامیکی' اطراف بدنه آلومینیومی شاتل استفاده می‌شود. دمای بعضی نقاط شاتل از ۱۲۵۰ درجه سلسیوس هم بیشتر می‌شود (مانند نوک شاتل که به دمای ۲۸۰۰ درجه تا ۳۰۰۰ درجه سانتیگراد نیز می‌رسد) که در این نقاط از کامپوزیت‌های گرافیتی استفاده می‌کنند. کاشی‌های سرامیکی و' کامپوزیت‌های گرافیتی' از نوع بازتابنده محسوب می‌شوند.
در هنگام ورود سفینه فضایی به جو زمین کامپوزیت‌های کربنی اکسید می‌شوند حال آنکه کاشی‌های سرامیکی فقط افزایش دما پیدا می‌کنند و هرگز اتلاف دما در آن دیده نمی‌شود.
کامپوزیت تقویت شده با کربن که در لبه بال ها(liding edgh) و دماغه شاتل استفاده شده در دمای ۳۰۰۰ درجه سانتیگراد استحکام خودش را حفظ می‌کند این ماده در محفظه احتراق موتور اصلی شاتل یعنی موتور RS-25 استفاده شده.
هنگام ورود به جو (re-entry) فلپ بدنه شاتل (body flap) از همه جای شاتل بیشتر داغ می‌شود و کار این فلپ حفاظت از موتورهای rs-25 است.

## الیاف سرامیکی

### معرفی الیاف سرامیکی
الیاف سرامیکی در حقیقت فیبرهای سیلیکات آلومینیوم می‌باشند که از ذوب و دمیدن مذاب کایونن با درصد آلومینا بالا یا مواد موسوم تری شامل ترکیبی از پودر خالص آلومیناو سیلیس مخلوط شده تشکیل می‌گردد. مخلوط سیلیس و آلومینا بعد از ذوب در کوره قوس الکتریکی در دمایی حدود۲۰۰۰º سانتیگراد به وسیله هوای فشرده دمیده می‌شود یا بر روی غلتک‌های چرخان به وسیلهٔ نیروی گریز از مرکز به الیاف تبدیل می‌شوند.

### خصوصیات و ویژگی‌های الیاف سرامیکی
خصوصیات بارز الیاف سرامیکی به شرح زیر است:
- وزن سبک
- قابلیت انعطاف‌پذیری همراه با استحکام کششی بالا
- نصب سریع
- هدایت حرارتی پایین
- ذخیره‌سازی پایین انرژی گرمایی
- مقاومت بالا به شوک‌های حرارتی
- مقاومت به خوردگی
- پایداری حرارتی بالا
- پایداری شیمیایی بالا
- عایق صوتی

بیشتر شاتل‌ها فضایی از نوع کاشی سرامیک LI-900 است که از شن و ماسه کوارتز خالص تشکیل شده‌است. عایق حرارتی از نفوذ حرارت به قسمت‌های زیرین پوسته آلومینیوم جلوگیری می‌کند. این کاشی‌های سرامیکی را هنگامی که بسیار گرم (مذاب) هستند می‌توان به هم متصل کرد. دانشمندان چگونگی واکنش شیمیایی و ارتباط بین کاشی و مولکول‌های اکسیژن را مطالعه کرده‌اند و از این مطالعات برای بهبود عملکرد عایق‌های حرارتی و فراصوتی بهره گرفته شده‌است.
کاشی‌ها سرامیکی در حقیقت به شاتل فضایی بسته نشده‌اند ولی به بدنه آن چسبیده‌اند زیرا این کاشی‌های شکننده نمی‌توانند با سطح زیرین شاتل فضایی انعطاف‌پذیری نشان دهند. این کاشی‌ها با چسب سیلیکون به بدنه شاتل متصل می‌شوند بنابراین کاشی از ساختار مدارگرد شاتل و تغییر شکل آن جدا است.

## مواد
لایه حفاظت حرارتی TPS تمام بدنه شاتل فضایی را می‌پوشاند و از هفت ماده مختلف با توجه به مکان و میزان حفاظت گرمایی تشکیل شده‌است:
- کربن تقویت شده با کربن RCC که برای تحمل دماهای بالاتر از ۲۳۰۰ درجه فارنهایت طراحی شده‌است. در قسمت‌هایی که دمای بالایی باید تحمل کنند مانند نوک دماغه و ایرفول شاتل استفاده می‌گردد.
- عایق کاشی چند بار مصرف سطحی عایق حرارتی شاتل فضایی که برای دمای زیر ۲۳۰۰ درجه فارنهایت طراحی می‌شود. در سطح زیرین مدارگرد که دما کمتر از ۱۲۶۰ درجه سانتیگراد است به کار برده می‌شود و از جنس LI-900 کاشی سرامیکی می‌باشد.
- کاشی‌های عایق کامپوزیت رشته‌ای FRCI به منظور افزایش قدرت و دوام و مقاومت بالا در برابر ترک خوردگی و کاهش وزن به کار برده می‌شوند.
- کاشی‌های عایق دما پایین چند بار مصرف سطحی LRSI که برای دمای زیر ۱۲۰۰ درجه فارنهایت استفاده می‌شود که در بالای بدنه شاتل استفاده می‌شده.
- عایق سطحی انعطاف‌پذیر پتو مانند FIB که برای دماهای کمتر از ۱۲۰۰ درجه فارنهایت استفاده می‌شود.
- روکش‌های پتو مانند سفید ساخته از نومکس که به عنوان عایق‌های نمدی چند بار مصرف استفاده می‌شوند.

حفاظت حرارتی شاتل فضایی TPS سه ویژگی اصلی دارند که آن‌ها را از عایق‌های حرارتی که قبلاً برای فضاپیماها استفاده می‌شده متمایز می‌کند.
1. قابلیت استفاده مجدد
2. وزن کم
3. غیرقابل شکست

### انواع کاشی

#### عایق کاشی چند بار مصرف سطحی

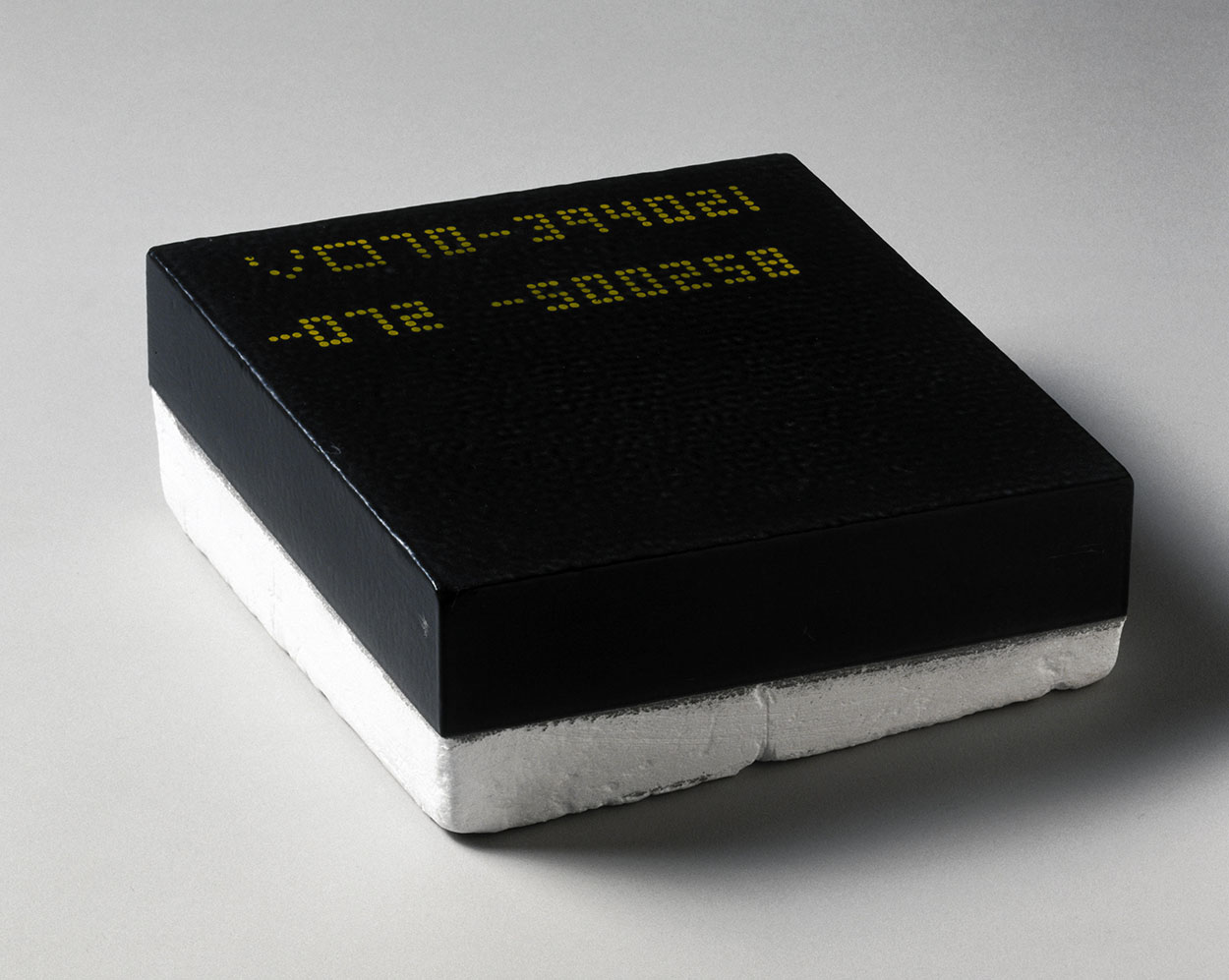
کاشی سرامیکی

عایق بیشتر شاتل‌ها فضایی از نوع کاشی سرامیک LI-900 است که از شن و ماسه کوارتز خالص تشکیل شده‌است. عایق حرارتی از نفوذ حرارت به قسمت‌های زیرین پوسته آلومینیوم جلوگیری می‌کند. این کاشی‌های سرامیکی را هنگامی که بسیار گرم (مذاب) هستند می‌توان به هم متصل کرد. دانشمندان چگونگی واکنش شیمیایی و ارتباط بین کاشی و مولکول‌ها اکسیژن را مطالعه کرده‌اند و از این مطالعات برای بهبود عملکرد عایق‌های حرارتی و فراصوتی بهره گرفته شده‌است.
کاشی‌ها سرامیکی در حقیقت به شاتل فضایی بسته نشده‌اند ولی به بدنه آن چسبیده‌اند زیرا این کاشی‌ها شکننده نمی‌توانند با سطح زیرین شاتل فضایی انعطاف‌پذیری نشان دهند. این کاشی‌ها با چسب سیلیکون به بدنه شاتل متصل می‌شوند بنابراین کاشی از ساختار مدارگرد شاتل و تغییر شکل ان جدااست.
این نوع کاشی‌ها در برابر دماهای نزدیک ۱۲۶۰ درجه سانتیگراد مقاومت نشان می‌دهند و گرمایی به درون شاتل فضایی نفوذ نمی‌کند. به تعداد ۲۰۵۴۸
کاشی HRSI قسمت‌هایی از شاتل فضایی مانند درب‌های فرود شاتل و مخزن خارجی و قسمت‌های زیرین شاتل و قسمت جلویی بدنه شاتل و سطوح صاف بالایی
شاتل را در بر می‌گیرد. ضخامت این نوع کاشی‌ها با توجه به مقدار حرارت وارد بر شاتل هنگام ورود مجدد از ۱ اینچ تا ۵ اینچ متغیر است.
کاشی HRSI از الیاف سیلیکای خالص ساخته شده‌اند. ساختمان درونی این کاشی‌ها به گونه‌ای است که با حفرات با حجم زیاد ایجاد تخلخل‌ها می‌کنند و در نتیجه حرارت‌های نفوذی از تخلخل‌ها نمی‌توانند عبور کنند و به قسمت‌های درونی شاتل فضایی برسند. این تخلخل‌ها حدود ۹۰ درصد حجم کاشی‌ها را تشکیل می‌دهند.
قسمت بیرونی کاشی‌ها پوشش سیاه رنگی دارد در حالی که بدون این پوشش سفید رنگ است. پوشش سیاه بیرونی کاشی ناشی از واکنش نوعی شیشه با ملکول‌ها می‌باشد که tetrasilicide و Borosilicate glass مواد تشکیل دهنده شیشه RCG هستند. به منظور ضدآب ساختن کاشی ماده‌ای به نام dimethylethoxysilane به وسیله سرنگ به کاشی اضافه می‌کنند. افزودن Tetraethyl orthosilicate به کاشی باعث محافظت بیشتر از سیلیکات موجود می‌شود
این نوع کاشی از انتقال همرفتی حرارت در شاتل فضایی هنگام ورود مجدد به جو جلوگیری می‌کند.

#### کاشی‌های عایق کامپوزیت رشته‌ای
این نوع کاشی‌ها عایق کامپوزیت رشته‌ای FRCI به منظور بهبود دوام و جلوگیری از ترک خوردگی در پوشش سطحی و کاهش وزن پیشنهاد شده‌است. امروزه بعضی از این کاشی‌ها جایگزین کاشی‌های چند بار مصرف سطحی HRSI در بعضی قسمت‌های شاتل فضایی شده‌اند.

### افزایش استحکام کاشی‌های سرامیکی
هنگامی که امواج شوک هوایی به بدنه شاتل فضایی اثر می‌کند به کاشی‌های سرامیکی گشتاور وارد می‌شود و تمایل به چرخاندن کاشی‌ها سرامیکی دارد و همچنین تنش بالایی به بدنه شاتل وارد می‌شود.
دو راه برای افزایش استحکام کاشی‌های سرامیکی وجود دارد:

#### پرکننده شکاف بین کاشی‌ها
در این روش از کاشی‌های سرامیکی با ضخامت بالا و ابعاد کوچک استفاده می‌شود و کاشی‌ها را به وسیله پر کردن شکاف‌ها به هم متصل می‌کنند. تأثیر این روش در مقایسه با روش بعدی کمتر است.

#### نوار دربرگیرنده کاشی‌های سرامیکی
در این روش به نوار پرکننده شکاف کاشی‌ها که اطراف کاشی را دربر گرفته‌اند RTV تزریق می‌کنند و کاشی‌ها را با سوزن‌های کجی در شکاف‌ها و نوارها به هم متصل می‌کنند بنابراین استحکام کاشی‌ها در برابر تنش‌ها و گشتاور وارد شده افزایش می‌یابد.

## کربن – کربن تقویت شده
دما بر روی دماغه کلاه و باله افزایش می‌یابد و باله کنار لبه مدارگرد به ماده پیچیده تری (مصنوعی تری) نیاز دارد که ممکن است در طیف بزرگی از محیط در حین شروع کار، صعود، عملیات در مدار، بازگشت (دخول مجدد) و نشستن استفاده شود که توسط شرکت Vought، دالاس، تگزاس با همکاری ناسا، توسعه یافته شده و دماغه کلاه و اجزا ساختاری باله کنار لبه کربن – کربن تقویت شده‌است. کربن – کربن تقویت شده یک مرکب ساخته شده از گرافیت فابریک است که با رزین (صمغ) فلونیک از پیش آغشته شده و در قالب شکل‌های پیچیده گذاشته شده‌است. پس از آن که قطعات زمخت تراشیده شدند، رزین (صمغ) پلیمر توسط تجزیه به کربن تبدیل می‌شود – یک تغییر شیمیایی که توسط گرما صورت می‌گیرد. سپس قطعه چندین بار برای افزایش چگالی (تراکم) همراه با بهبود خواص مکانیکی اش با الکلفورفوریل و Pyrolyzed (در اثر حرارت تغییر شیمیایی دادن) آغشته می‌شود.
از آنجایی که کربن در دمای بالا اکسید می‌شود، یک لایه سیلیکون کاربید برای حفاظت از لایه کربن استفاده شده‌است. هرگونه اکسید شدن این لایه مستقیم بر روی قدرت ماده تأثیر گذاشته و، در نتیجه – در مورد مدارگرد- باید تا جای ممکن از میزان آن کم کرد تا بتواند در چندین مأموریت عملکرد بالایی داشته باشد. سیلیکون کاربید با تبدیل کردن ۲ لایه بیرونی ماده کربن – کربن در یک فرایند روکش گذاری شکل می‌گیرد که باعث یک لایه روکش قوی تر می‌شود.
در نتیجه شکل‌گیری سیلیکون کاربید که در دمای ۱٬۶۴۸°C (3,000 °F) اتفاق می‌افتد، در حالی که لایهٔ کربن و روکش ضرایب مختلفی از انبساط حرارتی دارند، ترک‌هایی در حین سرد شدن به وجود می‌آیند. آغشته کردن قطعه کربن با tetraethyl orthosilicate و استفاده از قلم بر روی درزگیرها حفاظ بیشتری در برابر راه اکسیژن به کربن از طریق ترک‌ها مهیا می‌کند.